# Distrito electoral federal 5 de Veracruz
El Distrito electoral federal 5 de Veracruz es uno de los 300 distritos electorales en los que se encuentra dividido el territorio de México para la elección de diputados federales y uno de los 20 en los que se divide el Estado de Veracruz. Su cabecera es la ciudad de Poza Rica de Hidalgo.
Se encuentra conformado por los municipios de Coatzintla, Poza Rica de Hidalgo, Tihuatlán, Tuxpan de Rodriguez Cano y Tamiahua. Esta integración fue definida por el Instituto Nacional Electoral en marzo de 2023.

## Distritaciones anteriores

### Distritación 2005 - 2017
Desde el proceso de distritación de 2005, el territorio del Distrito V de Veracruz se localiza al norte del estado, formándolo los municipios de Castillo de Teayo, Coatzintla, Poza Rica de Hidalgo  y Tihuatlán.

### Distritación 1996 - 2005
Entre 1996 y 2005 el territorio del distrito era casi idéntico, siendo su única diferencia el que no integraba al municipio de Castillo de Teayo, que formaba parte del Distrito IV.

## Diputados por el distrito
- XLIX Legislatura
  - (1973 - 1974): Rafael Hernández Ochoa (PRI)
  - (1974 - 1976): Guillermo Muñoz Mosqueda
- L Legislatura
  - (1976 - 1979): Seth Cardeña Luna (PRI)
- LI Legislatura
  - (1979 - 1982): Lucía Méndez Hernández (PRI)
- LII Legislatura
  - (1982 - 1985): Alfonso Arroyo Flores (PRI)
- LIII Legislatura
  - (1985 - 1988): Juan Nicolás Callejas Arroyo (PRI)
- LIV Legislatura
  - (1988 - 1991): Gustavo Moreno Ramos (PRI)
- LV Legislatura
  - (1991 - 1994): Celestino Manuel Ortiz Denetro (PRI)
- LVI Legislatura
  - (1994 - 1997): Guillermo Zúñiga Martínez (PRI)
- LVII Legislatura
  - (1997 - 2000):  Enrique Bazañez Trevethan (PRI)
- LVIII Legislatura
  - (2000 - 2003): Marcos Paulino López Mora (PRI)
- LIX Legislatura
  - (2003 - 2006): Pablo Anaya Rivera (PRI)
- LX Legislatura
  - (2006 - 2009): Antonio Del Valle Toca (PAN)
- LXI Legislatura
  - (2009 - 2012): Sergio Lorenzo Quiroz Cruz (PRI)
- LXII Legislatura
  - (2012 - 2015): Geudencio Hernández Burgos
- LXIII Legislatura
  - (2015 - 2018): Leonardo Amador Rodríguez (PRD)
- LXIV Legislatura
  - (2018 - 2021): Raquel Bonilla Herrera (MORENA)

## Elecciones de 2009
|  | Partido Acción Nacional                        |  | Miguel Ángel Colorado Cessa      |
|  | Partido Revolucionario Institucional           |  | Sergio Lorenzo Quiroz Cruz       |
|  | Partido de la Revolución Democrática           |  | Humberto San Romás Burgos        |
|  | Coalición Salvemos a México (PT, Convergencia) |  | Guadalupe Irma Arronte Lozada    |
|  | Partido Verde Ecologista de México             |  | Julio César Reyes Martos         |
|  | Partido Nueva Alianza                          |  | Erasmo Francisco Arteaga Aguilar |
|  | Partido Socialdemócrata                        |  | Maura Evelia Aguiar Jiménez      |